# The Lonely Hearts Killers
The Lonely Hearts Killers war ein Täterpaar, das für seine Morde bekannt wurde. Martha Beck (6. Mai 1920-8. März 1951) wurde in Milton (Florida) geboren und Raymond Fernandez (17. Dezember 1914 - 8. März 1951) wurde auf Hawaii geboren.
Das Paar suchte Heiratsanzeigen nach reichen Frauen ab und traf sich mit den ahnungslosen Opfern. Fernandez versuchte, zuerst das Herz und dann das Vermögen der Frauen zu gewinnen. Gelang dies, wurden die Frauen angeblich ermordet. Fernandez und Beck wurden verdächtigt, zwischen 1947 und 1949 etwa 20 Menschen ermordet zu haben.
Ihr Prozess begann im Juli 1949. Die Geschworenen verurteilten sie am 22. August zum Tode. Das Oberste Bundesgericht wies ihre Gnadengesuche ab. Beide wurden am 8. März 1951 im Sing-Sing-Gefängnis in New York auf dem elektrischen Stuhl hingerichtet.

## Verfilmungen
Die Geschichte der Lonely Hearts Killers wurde 1970 von Leonard Kastle unter dem Titel Honeymoon Killers mit Shirley Stoler und Tony Lo Bianco in den Hauptrollen verfilmt. Eine weitere Verfilmung entstand 2006 mit dem Titel Lonely Hearts Killers unter der Regie von Todd Robinson. Das Paar wurde von Jared Leto und Salma Hayek gespielt.
In der Fernsehserie Cold Case wurde die Geschichte der Lonely Hearts Killers in der 4. Staffel thematisiert.